# Alfonso Begué
Alfonso Begué Gamero (Toledo, 23 de enero de 1834-Toledo, 31 de octubre de 1865) fue un fotógrafo español, pionero de la fotografía estereoscópica en su país.

## Biografía
Bautizado en la parroquia de San Nicolás como Ildefonso Begué Gamero, nació en una familia toledana acomodada, siendo el menor de cuatro hermanos. Según las investigaciones de Rafael del Cerro Malagón y de  Publio López Mondéjar, Begué dejó Toledo en 1844, con apenas 12 o 13 años para trasladarse a la capital de España, donde debió de trabajar de aprendiz o recadero en algún estudio fotográfico. En 1861, con 27 años, vivía en la calle de la Luna ejerciendo ya como fotógrafo y en 1865 se trasladó al número 44 de la calle de la Montera, como aparece en un anuncio suyo en La Correspondencia de España del 17 de febrero de dicho año.
Murió víctima de un “ataque cerebral fulminante”, durante una visita a su familia en Toledo a la edad de 31 años. En la documentación aparece como su viuda la que fue su compañera Zenaida García Bíedeau, de 32 años y nacida en París.

## Obra conservada
El Museo del Prado de Madrid guarda algunos ejemplos de fotografía monumental obra de Begué, si bien material más abundante se encuentra en el Fondo Fotográfico de la Universidad de Navarra, y en el Museo de Historia de Madrid, con una colección de fotos dedicadas a las fuentes de Madrid.